# Still Life (2006)
Still Life (chinesisch 三峡好人, Pinyin Sānxiá hǎorén) ist ein Sozialdrama des chinesischen Regisseurs Jia Zhangke aus dem Jahr 2006.

## Handlung
Zwei Menschen kommen in die Stadt Fengjie am Drei-Schluchten-Damm. Auf der Suche nach ihren ehemaligen Partnern irren sie in einer Stadt umher, die schon bald den Fluten weichen muss. Der Bergmann Han Sanming reist aus Shanxi nach Fengjie, weil er seine Ehefrau wiederfinden möchte, die ihn vor 16 Jahren mit der kleinen Tochter verlassen hatte. Wie sich herausstellt, war sie damals von Sanming gekauft worden und anschließend durch die Polizei aus der Zwangsehe befreit worden. Doch die Straße, in der sie wohnte, musste längst dem Wasser weichen. So heuert Sanming als Abrissarbeiter an und beginnt die Recherchen nach den verschwundenen Frauen.
Auch die Krankenschwester Shen Hong kommt in die Stadt, weil sie ihren Ehemann Guo Bin sucht. Vor zwei Jahren hat sie ihn das letzte Mal gesehen. Nun möchte sie wissen, ob er bereits mit einer anderen Frau zusammenlebt oder sie noch liebt. Der Ehemann ist jedoch sehr beschäftigt, so dass sie ihn nicht sofort sehen kann. Als sie ihn schließlich trifft, sagt sie, sie liebe einen anderen Mann, mit dem sie nach Shanghai ziehen wolle und sich von Guo Bin scheiden lassen will.

## Hintergründe
Aufgenommen wurde in HDTV (HDV) mit der Kamera Sony HVR-Z1.

## Kritiken
„Korruption, Umweltfrevel und der Verlust traditioneller Lebensweisen vermitteln sich in Jia Zhang-Kes Film trotz Baulärm und Ruinen in Bildern von großer Schönheit und kontemplativer Stille.“

„Die Erlebnisse der Figuren aus ganz unterschiedlichen sozialen Schichten vermitteln Einblicke in die extrem widersprüchliche Lage der Menschen in der aufstrebenden Wirtschaftsmacht. Die ruhige, sorgfältige Kameraarbeit, deren ästhetischer Reiz in starkem Kontrast zum Elend der einfachen Bevölkerung steht, schafft einprägsame Bilder von metaphorischer Qualität, große Panoramen der Zerstörung ebenso wie phänomenologisch genaue Beobachtungen.“

„Es ist ein poetischer und gleichzeitig politischer Film über die desaströsen Folgen des Drei-Schluchten-Staudamms in China und eine Metapher über den Untergang von Menschlichkeit.“

„Jia Zhangkes Film kreist um Alltägliches, ja Banales – Rauchen, Essen, Gehen, Plaudern – und will dabei doch von etwas ganz Großem erzählen: von den (psychischen) Folgen des Neo-Kapitalismus in China. Gelingt es ihm? Die Antwort liegt wohl im Auge des Betrachters. Während sich manche stundenlang in die Stillleben alter Meister vertiefen und dabei immer wieder Neues entdecken, genügt anderen ein flüchtiger Blick. So wird es auch bei diesem Film sein.“

## Auszeichnungen
- Still Life erhielt den Goldenen Löwen der Filmfestspiele von Venedig 2006.